# Dværgcypres
Dværgcypres (Chamaecyparis), også kendet under navnet Ædelcypres, er en mindre slægt med fem eller seks arter. Et vigtigt slægtskendetegn er den skarpe lugt, som kommer fra det knuste løv. Nogle kan lide den, andre bestemt ikke. De fleste arter har betydning som almindelige prydtræer – også i Danmark. Enkelte dyrkes også for tømmer. Slægten kaldes på engelsk false cypress og betegnelsen uægte cypres ses derfor også.
Navnet Dværgcypres er i øvrigt misvisende, da flere arter (bl.a. Ædelcypres) kan blive meget store. Ingen af arterne er egentlige dværgtræer, men flere er langsomt voksende. Desuden findes der talrige haveformer, hvoraf mange er meget langsomt voksende eller egentlige dværgsorter.
| Arter |

- Ædelcypres (Chamaecyparis lawsoniana)
- Solcypres (Chamaecyparis obtusa)
- Hvid ædelcypres (Chamaecyparis thyoides)
- Ærtecypres (Chamaecyparis pisifera)
- Chamaecyparis formosensis
- Chamaecyparis taiwanensis

Arten Nutkacypres har før været i denne slægt, men er blevet flyttet til slægten Guldcypres.